# Grau (tỉnh)
Tỉnh Grau (tiếng Tây Ban Nha: Provincia de Grau) là một tỉnh thuộc vùng Apurímac của Peru. Tỉnh Grau có diện tích 2175 km², dân số thời điểm theo điều tra dân số ngày 11 tháng 7 năm 1993 là 26678 người. Tỉnh lỵ đóng ở Chuquibambilla.